# Anillo de guarda
El anillo de guarda es una resistencia de 3 terminales usada para medir resistencias de alto valor, por ejemplo sobre más de 10 MΩ, en materiales líquidos. De igual manera que se fabrican resistencias de 3 terminales para medir dieléctricos sólidos, se puede hacer lo mismo para líquidos, en este caso la aplicación es un Anillo de Guarda. 

## Construcción

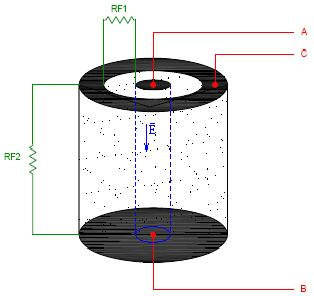
Esquema de anillo de guarda para medir líquidos dieléctricos. El tercer terminal «C» es llamado «anillo de guarda»

Para su construcción se utiliza un recipiente cuyas paredes laterales están constituidas con un material no conductor. 
Se coloca un contacto que abarque toda la sección en uno de los extremos («B»), un contacto central («A») y otro en forma de anillo («C»), como se lo ve en la figura. Siendo A y B los terminales de conexión a la resistencia líquida y C el tercer terminal llamado «anillo de guarda».
Gracias a la creación de este dispositivo se abrió una nueva era en la medición de variables con instrumentos de IPBM.

## Funcionamiento
Sabiendo que el campo eléctrico se propaga de manera recta entre 2 placas paralelas (E), entonces se puede suponer que lo que se está midiendo es la conductividad de un cilindro ficticio interno del diámetro del contacto central A. Este cilindro está formado por los terminales A-B, y que todo lo que lo rodea (a pesar de ser todo un mismo líquido) funciona como dieléctrico, por lo que se podrá poder medir las corrientes de fuga entre los contactos C y B.
Este tipo de conexión se utiliza también para medir la resistencia de materiales sólidos de alta resistividad, como por ejemplo, el caucho.

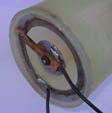
Foto de un anillo de guarda.